# طریقت مولویه

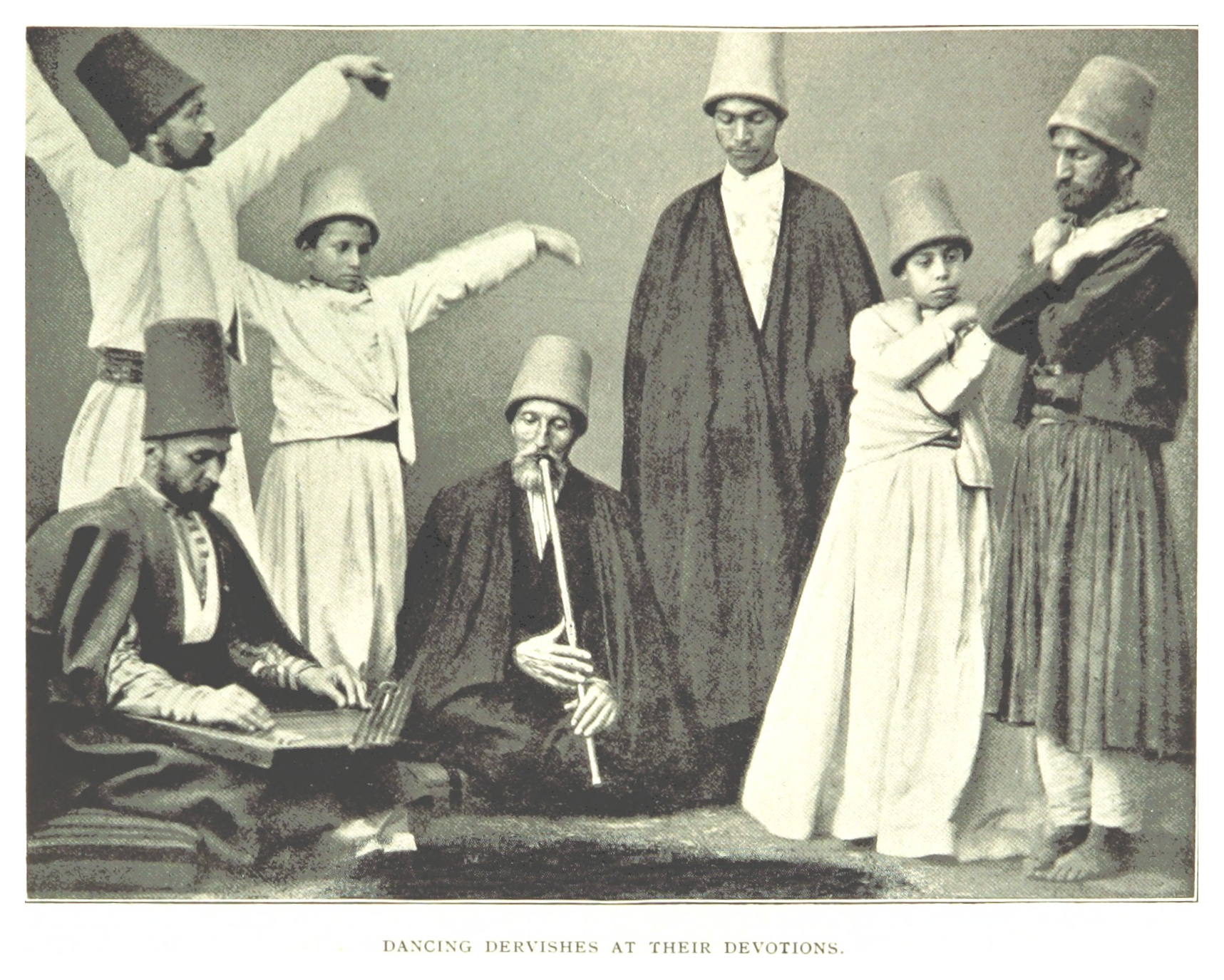
درویش‌های مولویه. ۱۸۹۵

طریقت مولویه یا فرقه مولویه یا مولویه، یکی از طریقه‌های تصوف است که پس از درگذشت مولوی به وسیلهٔ فرزند او سلطان ولد و نوه‌اش، اولو عارف چلپی و پیروان مولوی شکل گرفت و در آسیای صغیر گسترش یافت. آنچه از آداب طریقت مولویه بیشتر شناخته شده، سماع درویش‌های مولویه است که اکنون نیز در قونیه اجرا می‌شود. بعد از تغییر حکومت در سال ۱۹۲۵ توسط آتاترک، مولوی‌خانه‌ها و تکیه‌ها بسته شدند و طریقت واقعی به دست فراموشی سپرده شد. اکنون درویشان و شیوخ مولویه از سوی دولت ترکیه به منظور سماع در نمایش عمومی منصوب می‌شوند. سماع پیشتر در دوره عثمانی خصوصی بود.

## طریقت مولویه
در عهد امویان دسته‌ای از مذهبیون به وجود آمدند که اساس مذهب آنان روی‌گردانی از دنیا، همراه با زهدی متعصبانه و خشن در برابر آشوب‌های داخلی بود. این گروه صوفیان نام گرفتند و پس از چندی تحت تأثیر اسماعیلیان با افکاری فلسفی درآمیختند. با گذشت زمان فرقههای متفاوتی از صوفیان شکل گرفت و خانقاههای زیادی تأسیس شد، یکی از فرقه‌ها «مولویه» نام داشت که به مولانا جلال‌الدین بلخی منسوب است.
به‌طور کلی صوفیان به دو دسته تقسیم می‌شدند:
الف) گروه اوّل: گروه اوّل جهت وصول به حق، برای خدا اسمای معینی فرض کردند و هر اسمی را مقامی معنوی برای سلوک انگاشتند. علاوه بر زهد و عبادات فرض، به انجام نوافل یعنی به جای آوردن عبادات غیر واجب نیز می‌پرداختند. کم‌خوابی، کم‌گویی و کم‌خواری و پرهیز از دنیا و نعمت‌های آن را به صورت ریاضت می‌پذیرفتند و اکثر اوقات خلوت چهل روزه ـ یعنی عبادات منفردانه در حجرهٔ تنگی ـ را برمی‌گزیدند که غالباً بدین منظور ساخته می‌شد و پا به پای آن اعمال، رؤیا، کشف و کرامت را اساس قرار می‌داده‌اند. تمام طریقت‌های متکی بر این اصول را کلاً «متشبث به اسماء» نام نهاده‌اند؛ یعنی کسانی که اسمای الهی را گرفته‌اند. این‌ها که بیشتر در عراق گرد آمده بودند، عموماً «عراقیان» نام گرفتند.
ب) گروه دوّم: کسانی بودند که خلوت، ذکر، حتی خانقاه و خرقهٔ خاص پوشیدن را به نوعی دور شدن از مردم و ریا می‌شمردند. به نظر پیروان این گروه وصول به حق را تنها با عشق و جذبه ممکن می‌دانستند زیرا عشق و جذبه هم موجودیت انسان و هم موجودیت کائنات را یک باره محو می‌کند. دست یافتن به این چنین «هستی» که عین «هستی مطلق ذات الهی» است، تمام هستی را «تجلی ذات مطلق» نشان می‌دهد. موسیقی و سماع نیز برای ایجاد جذبه و مایه بخشیدن به عشق، بر سالک راه حقیقت ضروری بود. این گروه که زمانی در خراسان تمرکز داشتند، گاه با نام «خراسانیان» (رجال خراسان و عارفان خراسان) و گاه با نام «ملامتیان» خوانده می‌شدند. نام ملامتیان از آن روی به این جمعیت گفته می‌شد که آن‌ها عموماً با خوار شمردن نفس، سعی در نکوهش آن می‌داشتند و در این راه حتی برای نکوهش مردم نسبت به خود نیز ارزشی قایل نبودند. ملامتیان که با عدم پرهیز از انجام کارهای نکوهیده و حتی تن در دادن عمدی و دانسته به ملامت کاملاً مساعد باطن‌گرایی بودند، به ارائهٔ افکار خود در جامعه پرداختند و جوانمردان نیز موجب تقویت این افکار بین مردم شدند و به ثبات آن در میان مردم کمک کردند. بدینسان سازمان فتیان که از دوره‌های نخستین حتی از دورهٔ ساسانیان موجودیت یافته بود با ارباب ملامت جوش خوردند.
با گذشت زمان طریقه‌های مختلفی از ملامتیه منشعب شدند. مانند حیدریه، جامیه، قلندریه، کبرویه، بکتاشیه. بین ملامتیان و صوفیان تداخل‌هایی نیز میان آن‌ها صورت گرفته است.
مولویه که پس از مولانا به نام وی برپا شده نیز یکی از آن گروه‌هاست که از ملامتیان نشأت گرفته است. مولانا از طریق پدرش، سلطان‌العلماء و خلیفهٔ او سید برهان‌الدین محقق ترمذی حال و هوای ملامتیان یافته، سپس به وسیله شمس تبریزی که در حیات وی انقلاب عظیمی ایجاد کرد به یکی از خروشان‌ترین شخصیت‌های این حال و نشئه بدل شده بود.
پس از مولوی، مریدان و جانشینان او طریقتی را تشکیل دادند که به آداب و تعلیمات و اندیشه‌های مولانا پای‌بند بودند. این انجمن که زنان نیز در سلک مریدانش قرار داشتند، به نام خداوندگار، به انجمن مِوْلِوی ـ که تلفظ ترکی مولوی است ـ شهرت یافت. مولویان بیشتر در سرزمین عثمانی خانقاه و تکیه‌هایی به نام مولوی‌خانه داشتند. این مولوی‌خانه‌ها متشکل بودند از باغی وسیع (محل سکونت شیخ و خانواده‌اش)، اتاقی بزرگ برای برگزاری مراسم سماع (سماع‌خان)، مسجدی کوچک و یک گورستان و حجره‌هایی برای سکونت درویشان. مولوی‌خانه‌ها در واقع نوعی آموزشگاه ادبی یا مرکز فرهنگی- هنری و همچنین محل اجرای آیین‌های طریقت مولوی بودند. بعدها پس از ممنوعیت تحصیل زبان فارسی در مدارس ترکیه مراکزی برای فراگیران این زبان شدند. پیروان این طریقت، مانند مرشد خود به «سماع» یا چرخیدنی همراه با تفکر که خاص رسم آنان است می‌پرداختند. به همین دلیل به آن‌ها درویشان «چرخنده» یا «چرخزن» نیز می‌گفتند. گویند هیچ‌کس نمی‌توانست با مولانا همراهی کند و مردم او را به جنون متهم می‌کردند. مولانا در این باب می‌گوید:
آن چنان دیوانگی بگسسته بند
که همه دیوانگان پندم دهند
و یا در جایی دیگر چنین می‌فرماید:
گر فلاطون را رسد زین گون جنون
دفتر طب را فرو شوید به خون
به هر حال طریقت مولانا چنان در قونیه قوّت گرفت و ریشه دواند که پس از مرگ مولانا نیز گروه زیادی به آن پیوستند. بدین‌ترتیب طریقتی به نام «مولویه» شکل گرفت که پیروانش هم چنان به مسلک خود پای‌بند بودند و آن را نه تنها در قونیه، بلکه در غالب شهرهای ترکیه و حتی خارج از آن سرزمین اشاعه دادند.
بعد از مولانا، پیروان وی و حتی پسرش، سلطان ولد، از حسام‌الدین چلبی ـ محبوب‌ترین مرید و خلیفهٔ مولانا ـ پیروی کردند. پس از درگذشت حسام‌الدین پیروان خواستند که سلطان ولد بر مسند ارشاد نشیند. اما شیخ، کریم‌الدین بکتمر اوغلی را مرشد خویش قرار داد و هفت سال تحت تعلیم وی قرار گرفت. با مرگ او همهٔ مریدان مولانا، سلطان ولد را به ارشاد برگزیندند.
بدین ترتیب و سرانجام سلطان ولد او جانشین پدر شد و در واقع سلطنت معنوی از پدر به پسر انتقال یافت. گروهی سلطان ولد را مؤسس طریقت مولویّه می‌دانند، ولی واضح است که او نطفهٔ طریقت مولویّه را - که در زمان مولانا بسته شده بود - با حمایت حکومت وقت تأسیس نمود. سلطان ولد، عاشقان طریقت مولانا را در مرکزی با موقوفاتی چند گردآوری نمود و خلفایی را برای ترویج این مسلک، به آناتولی و جاهای دیگر فرستاد و سازمان دادن به طریقت مولویه را آغاز نمود. او در گسترش این طریقت کوشید و خانقاه‌هایی احداث کرد و تا پایان عمر در این کار همّت گماشت. بیشتر آداب مولویّه که پیرامون سماع و لباس درویشان و … به او منسوب می‌باشد.
بدین ترتیب تصدّی سلسلهٔ مولوی به عهدهٔ فرزندان او گذاشته شد که تا امروز هم (و البته با چند وقفه) همچنان ادامه دارد. فرزندان سلطان ولد را «ولدی» می‌گفتند و به فرزندان مریدانی که در حضور مولانا بودند، نام مولوی می‌دادند. در نهایت تمام کسانی را که پیرو طریقت مولانا بودند را مولوی نامیدند.
سلطان ولد در سال ۷۱۲ ه‍.ق درگذشت و پسرش اولو عارف چلبی جانشین وی شد. در واقع نخستین «ولدی» که در پیشرفت و ترویج طریقت مولویّه نقش بسیار داشت، اولو عارف چلبی (نوهٔ مولانا) بود. اولو عارف چلبی فرزند سلطان ولد و نوهٔ دختری شیخ صلاح‌الدین زرکوب بود. مولانا از این تولد بسیار شادمان گشت و کودک را در آغوش گرفت و به سماع پرداخت و او را جلال‌الدین محمد فریدون نام نهاد و به یاران گفت که به او «اولو عارف» (امیر عارف) بگویند.
او از همان زمان حیات پدرش، در آرامگاه مولانا به اقامت پرداخت و در نزدیک آرامگاه ایشان خانه‌ای بنا نمود که امروزه به «دایرهٔ چلبی» معروف است. بعد از اینکه بر مسند ارشاد پدر تکیه زد، برای ترویج طریقت مولویه، به سفر پرداخت و بیشتر عمر خود را در این سفرها بود. اولو عارف چلبی نه تنها به سراسر آناتولی، بلکه به مرند و تبریز نیز سفر نمود و با زنان و مردان صاحب‌نام و با حکّام و امرای بسیاری آشنا شد و با حمایت آنان توانست خانقاه‌هایی دارای موقوفه بنا نماید و به گسترش طریقت مولویّه بپردازد. به هر حال او بعد از عمری تلاش در راه اشاعه آیین و مسلک مولانا و طریقت مولویه از دنیا رفت. به گفتهٔ افلاکی در کتاب مناقب‌العارفین، اولو عارف چلبی مولانا را در خواب دیده که به او بشارت گذر از دنیا را می‌داده است. در پایان این بخش باید اشاره نمود که مولانا، طریق خود را طریقتی صوفیانه نشمرده است و مولویان نیز طریقت‌های دیگر را با طریقت خود کاملاً متفاوت می‌دانستند. به عبارتی بهتر آن‌ها تمام طریقت‌های دیگر را (که اسماء الهی را اساس قرار داده‌اند) طریقت‌های صوفیان، و مشایخ آنان را مشایخ صوفیان، و پیروان آنان را درویشان صوفی، و خانقاه‌هایشان را خانقاه‌های صوفیان می‌نامیدند.

## طریقت‌های مرتبط با مولویه

### مولویه - بکتاشیه
طریقتی است که به نام حاجی بکتاش که معاصر با مولانا تأسیس شده است. او عارفی بوده که به قیوم شریعت چندان پای‌بند نبود.

### مولویه - اهل فتوت
مولوی و اطرافیان وی از همان آغاز با اهل فتوت جوش خورده بودند. علی‌رغم اینکه بعضی از مشایخ اهل فتوت، جوش و خروش مولوی را نتوانستند تحمل کنند و به ایراد از وی پرداختند. اکثر مشایخ و اهل فتوت، مولانا را قبول می‌داشتند و وی را از خود می‌دانستند. در زمان سلطان ولد و اولو عارف چلبی هم این پیوند و یگانگی دوام پیدا کرد.

### مولویه - ملامتیان
این طریقت، عکس‌العملی بود علیه صوفیانی که دل در گرو اجرای آیین‌ها و مراسم داشتند. این‌ها با لباس جداگانه، محل اجتماع جداگانه، حتی اصطلاحات جداگانه - هم به ظاهر و هم از جهت بینش و دانش - خود را جدای از مردم می‌انگاشتند. همانگونه که اشاره شد، این‌ها همان گروهی هستند که از سده سوم به بعد در خراسان گرد آمده بودند و عموماً به «خراسانیان» یا اهل خراسان و بعد رجال خراسان و واصلان خراسان خوانده شدند. ملامتیان اساس اعتقادات صوفیانی که بیشتر در عراق تمرکز داشتند و «عراقیان» نامیده می‌شدند را قبول نمی‌داشتند. چرا که «عراقیان» برای رسیدن به خدا ذکر، ریاضیت، فرونهادن دنیا و نظایر چنین اعمالی را پذیرفته بودند در حالی که «خراسانیان» کناره نگرفتن از دنیا را توصیه می‌نمودند و می‌گفتند هر کس باید به کاری مشغول شود و با دست رنج خود امرار معاش کند. آن‌ها نمی‌خواستند که پیروان طریقتشان از حال اوقاف استفاده نمایند و معتقد بودند که وصول به حق تنها از راه عشق و جذبه امکان‌پذیر است.

### مولویه - حروفیان (حروفیه)
بنیان‌گذار حروفیان، شهاب‌الدین فضل‌الله حروفی بود. این طریقت که تحت تأثیر اسماعیلیه شکل گرفت و به نحوی از ادیان کهن هند متأثر شده بود؛ تأثیر زیادی بر مولویان داشته است. حروفیان تناسب و ارتباط حروف و ارقام را از فیثاغورث اخذ کرده و براساس قداستی که برای حروف قایل بود؛ به تأویل تمام احکام شرع و تطبیق آن بر انسان پرداخته است. حروفیه تمام اساس هستی را صوت و واژه می‌دانند.

### مولویه - خلوتیه
خلوتیه؛ طریقتی منسوب به ابو عبدالله سراج الدین عمر بن اکمل الدین لاهیجی می‌باشد. دربارهٔ سراج الدین گفته می‌شود که در شکاف درختی به خلوت می‌نشسته است. همچنین براساس روایتی، نقل می‌شود که ایشان چهل بار چله نشست‌اند؛ یعنی یک دوره چهل روزهٔ عبادت و ریاضت را پشت سر هم چهل بار تکرار نمودند. انشعابی از خلوتیه مولویه را پذیرفته و بر آن شده است که این طریقت مشهور را یکی از شاخه‌های خود به حساب آورد.

### مولویه - نقشبندیه
این طریقت متکی به عقاید اهل سنت‌اند و از پیروان خواجه محمد نقشبند، عارف نامی سده هشتم هستند.

### مولویه - گلشنیه
بنیان‌گذار آن ابراهیم گلشنی دیار بکری بود. عقاید آزاد و رفتار مغایر با شرع او و کسانی که اطراف او گرد آمده بودند توجه دیگران را به خود جلب می‌کرد. عده ای بر این اعتقادند که گلشنیه شاخه ای است که از ترکیب خلوتیه و مولویه پدید آمده است.

## مراتب در سلسه مولویه
بی تردید در میان طریقت‌ها، طریقتی که به آداب و ارکان بیشترین عنایت را نشان می‌داد و بیش‌ترین آیین و رسوم را داشت طریقت مولویه بود. وابستگان طریقت مولویه مراتبی هم در میان خود داشتند. نخستین مرتبه از آن مراتب «محب» بود. محب کسی بود که به طریقت انتساب جسته باشد و از طرف یکی از مشایخ بر سلکهٔ او تکبیر خوانده شده بود. بعد از محب، «چله» و آنگاه به ترتیب «درویش مطبخ (خان)»، «درویش (دده)»، «چله شکستن»، «ضابطان درگاه»، «خدمات مطبخ»، «شیخ»، «خلیفه» و از سویی دیگر «مثنوی‌خوانان» بود.
در اینجا سالکی که اقرار می‌کرد و چله‌نشینی خود را به پایان می‌برد، می‌توانست صاحب حجره باشد و «درویش» و «دده» خوانده شود. واژهٔ «اقرار کردن»، به معنی چله‌نشینی کردن و عهد بستن به کار می‌رفت. سالک اقرار می‌کرد بر اینکه رضایت دارد خود را کاملاً به طریقت بسپارد.

### چله شکستن
اقرار کردن و عریان شدن و به مولویه پیوستن و به خاطر آن مدت معین، خدمتی را به پایان رساندن و در حجره نشستن با واژهٔ «چله‌نشین» بیان می‌شد. به کسی که در این مدت معین، در درگاه خدمت می‌کرد «چله‌کش» می‌گفتند. درویشی که چله را به پایان می‌برد با عبارت «چله تمام کرده» توصیف می‌شد. کسی هم که به ترتیب درویشان، برمی‌خاست و ریاست معنوی جمعیت را داشت «سرطریق» یا «طریقتچی دده» خوانده می‌شد (ضابطان درگاه).

### خدمات مطبخ
در مطبخ هجده نوع خدمت وجود داشت: لباس‌شوی، میدانچی، خلیفه دده (راهنمای کسانی که تازه به مطبخ درآمده بودند)، شربت‌چی، پادو، قهوه‌کوب، جاروکش، مأمور خواب.

### شیخ
عموماً در مولویه، مقام بالاتر از «درویش» را مقام «شیخ» می‌دانند. مشایخ در مقام «پیر» بودند و مولویه را تمثیل می‌کردند.

### خلیفه
گاه از جانب خلیفهٔ مولوی به دده‌های مولوی، مشایخ و حتی گاه به محبان مولوی که کمالی یافته بودند، ضمانت داده می‌شد. در دورهٔ شکل‌گیری مولویه، خلیفه در حقیقت در رأس طریقت قرار داشت.

## آداب و ارکان مولویه
از آداب و ارکان مولویه می‌توانیم به مواردی چون میدان شریف، اسم جلال، آیین جم، ارکان سماط، محرّم و آش، گمراهی، سیاحت و سرپا کردن، اوراد مولوی، نحوه استقبال از پادشاه درخانقاه، مرگ، دفن، شب عُرس، تشییع جنازه و سنگ‌های مزار مولویان اشاره نمود.

### میدان شریف
در اکثر خانقاه‌های مولوی در جایی نزدیک به مطبخ و در فضایی باز، اتاقی به شکل مستطیل وجود داشت که این اتاق را «میدان شریف» می‌گفتند.

### اسم جلال
میان مولویه اسما وجود ندارد. اساساً مولویه طریقتی است که با کسب فیض از شطّار تأسیس شده است؛ یعنی سیر و سلوک در آن با ذکر نیست، بلکه آنان برای دستیابی به حقیقت، عشق و جذبه را اساس قرار داده‌اند. مولانا بر آن بود که اسماء انسان را به «وهم» وابسته می‌کند و از اسم و صفات، تنها خیال می‌زاید. خیال هم نمی‌تواند بیش از راهنمایی برای وصال حقیقت بکار گرفته شود. انسان کلا باید «دلیل» را رها کند و «دلالت» را بجوید؛ لذا ذکر جسمانی را تنها عبارت از خیال می‌دانند. به نظر مولانا اگر ذکر قدرتی داشته باشد که اندیشه را به حرکت درآورد، باز اصل کار متعلق به «جذبه» است و جذبه عمده فیضی است که در نگاه مرشد نهفته است.

### آیین جم
«جمع» در نظر صوفیان مقابل «فرق» است. «فرق»، جدا دانستن و جدا دیدن حق و خلق است. در حالی که «جمع» تمام موجودات را مظهر هستی مطلق شمردن و تمام شهودات و مظاهر را یگانه و از هستی مطلق دانستن و کاینات را بدین چشم نگریستن می‌باشد که این نگرش به حقیقت پیوست است. و این موضوع در مذهب تشیع پذیرفته نمی‌باید.

### ارکان سماط
ارکان سماط، اصول سفره و غذا خوردن است. پختن، خالی کردن و خوردن غذا نیز مراسم خاص و بسیاری داشت.

### محرم و آش
روز دهم محرم یا بعد از آن، یک روز خانقاهها «عاشور» می‌پختند و آن شب مرثیه‌خوانی می‌کردند و می‌گریستند. دیگ را با آداب خاصی برهم می‌زدند. سپس آن خوراک شیرین را که آش خوانده می‌شد، توزیع می‌کردند و با دعا و ثنا می‌خوردند.

### گمراهی، سیاحت و سرپا کردن
میان اهل طریقت این اعتقاد وجود داشت که «سیاحت» از پایه‌های سلوک مولویان است. کسانی که بدین طریقت بپیوندند، مسلماً به سیاحتی خواهند پرداخت. شاید این مطلب به حالت گروهی که پیوسته در سیاحت بودند و در عین حال اشاعهٔ طریقت می‌پرداختند، نشأت گرفته باشد. میان مولویان اصطلاحی به نام «سیاحت دادن» وجود داشت اما این مسئله اصلاً ارتباطی به سلوک ندارد، بلکه به عنوان نوعی مجازات به کار می‌رفت.

### اوراد مولوی
بین معانی مختلف واژهٔ «ورد» و جمع آن «اوراد»، این معنی هم جای دارد که انسان هر روز خواندن مقدار معینی از قرآن، سوره و آیات آن را جزو وظایف خود قرار دهد. اهل طریقت بعدها علاوه بر «توبه»، «شهادت» و «صلوات» به آن نوع مطالب خواندنی که از آیات و احادیث و چیزهایی از دعاهای منظوم یا منثور فراهم کرده بودند «ورد» یا «اوراد» می‌گفتند.

### استقبال از پادشاه
در طول تاریخ، گاهی پادشاهان به خانقاه‌های مولوی می‌رفتند. معمولاً از قبل آمدن پادشاه را آجودانی به خانقاه اطلاع می‌داد. شیخ و میدانچی خانقاه، خرقهٔ رسمی می‌پوشیدند و دم در از پادشاه استقبال می‌کردند.

### مرگ و دفن
مولویان تا حد امکان بیم از مرگ را از بین برده بودند. مرگ در نظر آنان رسیدن دوست به دوست و دریدن پیراهن مانع وصال و انتقال از سرزمین دیگر به موطن اصلی بود.

### شب عُرس (شب عروسی- شِبی عِروز)
معمولاً در شب سالگرد وفات مولانا، مراسمی در مولویه‌ها برگزار می‌شد که به آن شب عُرس (شِبی عِرُس یا شب عروسی) می‌گفتند. در نظر مولویان مرگ مولانا شب وصال است.

### تشییع جنازه
مولویان پیکر متوفی را همواره با ذکر اسم جلال و مراسم و آئین‌هایی حمل می‌کردند.

### خاموشان
مولویان به گورستان «خاموش‌خانه» یا «خاموشان» می‌گفتند. مشایخ مولویه عموماً سکه‌های دستاردار بر سر می‌گذاشتند و پس از وفات نیز برای ایشان از سنگ مزارهایی که به صورت سکه‌های دستاردار ساخته شده بود، استفاده می‌نمودند. بر سنگ مزار دده‌های مولوی، سکه‌های ساده قرار می‌دادند.

## لباس‌های مولویان
مولویان از پارچهٔ سفیدی که «الفی» می‌گفتند، شلواری گشادتر از شلوارهای معمولی تهیه نموده و می‌پوشیدند. پیراهنی ظریف نیز که یقه‌ای به پهنای یک انگشت داشت و در طرف چپ بسته می‌شد (و به کمر یا کمی پایین‌تر از آن می‌رسید و آستین‌های تنگی داشت) بر تن می‌کردند. روی این پیراهن، جلیقهٔ جلوبازی موسم به «حیدری» یا «حیدریه» می‌پوشیدند. این پیراهن چون به شانه‌ها می‌رسید به شکلی که سرشانه‌ها را می‌پوشانید و رفته رفته باریکتر می‌شد و به‌طور مدوّر ادامه پیدا می‌کرد تا به کمر برسد می‌پوشیدند. علاوه بر آن مولویان روی همهٔ این‌ها لباسی بدون یقه می‌پوشیدند که در پشت گردن به طرف سینه، دوازده دوخت (و یا هجده دوخت) می‌خورد و تا قوزک پا را می‌پوشانید. بدین پوشش «خرقه» گفته می‌شود که مانند پالتویی بدون کمر و ساده بود.

### عرقچین (عرقیّه)
این واژه که به معنی عرق‌گیر بود، سرپوشی بود که از پشم سفید و مالیده درست می‌شد.

### سِکّه
سکه که بدان «کلاه مولوی» و «فخر» نیز گفته می‌شد، کلاهی بود تو در تو و لا به لا که از پشم مالیده به رنگ قهوه‌ای سیر، یا عسلی یا سفید به‌طور تقریبی ۴۵/۴ سانتی‌متر ساخته می‌شد. قسمت فوقانی سکه معمولاً نسبت به قسمت تحتانی آن اندکی تنگ‌تر بود.

### دستار و سِکّه‌های آنان
میان مولویان به جای عمامه، «دستار» که به همان معنی و مفهوم بود به کار می‌رفت. دستارهای مولانا، سلطان ولد و سایر مولویان اولیه شبیه عمامه‌های بزرگ عرفی بود که علمای دینی آن زمان بر سر می‌گذاشتند. این دستارها از پیچیدن پارچه‌های نازک و بسیار پهنی که بدون هیچ چین و شکنی تا می‌شدند - و از چپ و راست و متمایل به طرف بالا پیچیده می‌شدند - و از به هم رسیدن پیچ‌های چپ و راست، شکل می‌گرفت.

### سکهٔ دوازه تَرْک، سکهٔ شمسی
این کلاه را که چیزی جز تاج دوازده تَرْک قلندری نبود، گاهی دیوانه محمد چلبی بر سر می‌گذاشت. «لنگر» این تاج، یعنی آن قسمت که روی سر قرار می‌گرفت از چهار تکه و «قبه» یعنی قسمت فوقانی آن از دوازده تکه نمد سفید مالیده درست می‌شد که از درون و بیرون آن را می‌دوختند.

### استوا
نشانهٔ خلافت بود و آن پارچه ضخیم سبز به پهنای دو انگشت بود که از جلو به عقب روی سکه کشیده می‌شد.

### تنورّه
این شلیته که میان قلندریه، حیدریه و بکتاشیان کهن نیز رایج بود، لباسی بدون آستین و یقه بود که جلو آن، سینه باز و کمر آن تنگ بود که از کمر به پایین رفته رفته گشادتر می‌شد. دامن آن از درون یک تکه ضخیم و پشمی به پهنای چهار انگشت دوخته می‌شد. این شلیته که «تنورهٔ سماع» نام داشت، گاهی رنگین و اکثر اوقات سپیدرنگ بود، هنگامی که سماع‌زن به سماع می‌پرداخت، دامن پایین‌تر از کمر با نمد الفی محکم شده بود و باز می‌شد و دامنی که با حرکت علایم گشوده می‌شد، برای سماع‌زن کافی بود، سماع‌زن تقریباً خود را با حرکت آن مطابقت می‌داد.

### نمد الفی
این واژه بین مولویان به صورت «الیف لامد» تلفظ می‌شد و آن کمری بود شبیه حرف الف در الفبای عربی بلند، مستطیل به پهنای چهار انگشت که دو سر آن طوری تیز بود که در مثلث تشکیل می‌داد.

### دستهٔ گل
جلیقهٔ تنگ بدون دکمه و آستین‌دار بود. آستین‌ها صاف به بدن متصل می‌شد. معمولاً لباس بلند آستین، گشاد و جلو باز بود که تا کمر را می‌پوشاند و طول آن را تا نیمهٔ نمد الفی می‌رسید و از پارچهٔ ظریفی ساخته شده بود.

### خرقه
این لباس را که به معنی خرقهٔ مراسم و «خرقهٔ رسمی» هم خوانده می‌شد، آستین‌هایی به پهنای هفتاد سانتی‌متر و طول بیش از یک متر داشت، جلو باز، بدون یقه و بسیار گشاد بود و پوششی بود که کمر نداشت و تا روی پا را می‌پوشاند.

## اصطلاحات به‌خصوص مولویان
مولویان علاوه بر رفتار در کلام نیز رعایت ادب و اعتقادات را بسیار محترم و واجب می‌دانستند؛ لذا در بکار بردن اصطلاحاتی که علاوه بر معانی مختلف آن اصطلاح در زبان و نزد عوام، احتمال داشتن معانی ناپسندی برای آن‌ها وجود داشت، به جد امساک می‌ورزیدند. بدین روی و از روی رعایت ادب و اعتقادات، برخی اصطلاحات به‌خصوص در میان مولویان پیدا شده است؛ مثلاً اصطلاحاتی چون «در بستن»، «اجاق یا چراغ را خاموش کردن»، «چراغ روشن کردن» و . . . که علاوه بر معانی مختلف، معانی ناپسندی در این اصطلاحات نهفته می‌دیدند، میان مولویان به کار نمی‌رفت به جای آن‌ها تعبیرهایی چون «در را روی هم گذاشتن» یا «سر کردن»، «اجاق یا شمع را راحت کردن»، «چراغ را بیدار کردن» به کار می‌رفت.
مولویان هرگز «من» بر زبان نمی‌آوردند و معمولاً از واژه «فقیر» یا «ما» به جای آن استفاده می‌نمودند. «تو» گفته نمی‌شد «شما» یا «منظورم» به کار می‌رفت. اکثر این اصلاحات میان مولویان و دیگر طریقت‌ها مشترک بود و میان اکثر طریقت‌ها نیز به کار می‌رفت، اما برخی از این اصطلاحات فقط به مولویان اختصاص می‌داشت. آتش‌باز = آشپز، اخوان = مولویان (اصطلاحی که با آن همدیگر را صدا می‌زدند، تیغی شدن = قربانی شدن، تیغی کردن = قربانی کردن، چراغ = نور، دده = درویشی که چله‌نشینی کرده بود.